# تاكانوري ناجاسى
تاكانوري ناجاسى هو لاعب جودو ياباني. فاز بذهبية وزن 81 ك في أولمبياد 2020.